# Liste der Mitglieder des Provinziallandtags der Rheinprovinz (23. Sitzungsperiode)
Diese Liste nennt die Mitglieder des 23. Provinziallandtages der Rheinprovinz 1875.

## Hintergrund
Der Provinziallandtag der Rheinprovinz bestand aus 75 Mitglieder, die sich in vier Kurien aufteilten. Die erste Kurie bestand aus vier Standesherren, die über Virilstimmen verfügten. Die Standesherren konnten sich vertreten lassen. Die zweite Kurie bestand aus den Vertretern der Ritterschaft, diese wurden in zwei Wahlkreisen (Regierungsbezirke Koblenz/Trier/Köln und Regierungsbezirke Aachen/Düsseldorf) gewählt. Die dritte Kurie bildeten die Vertreter der Städte. Diese wurden in indirekter Wahl bestimmt. Die vierte Kurie bildeten die Landgemeinden. Diese wählten die Vertreter in doppelt indirekter Wahl: Die Urwähler wählten Wahlmänner, diese dann Bezirkswähler. Wahlkreise waren die Landkreise. Für die Abgeordneten wurden jeweils auch Stellvertreter gewählt.
Der Provinziallandtag trat vom 31. März 1875 bis zum 9. April 1875 in Düsseldorf zusammen.

## Liste der Abgeordneten
| Kurie                                | Wahlkreis | Abgeordneter                                                    | Anmerkung                                                                     |
| ------------------------------------ | --- | --------------------------------------------------------------- | ----------------------------------------------------------------------------- |
| Stand der Fürsten, Grafen und Herren | | Fürst Wilhelm zu Wied                                           | Landtagsmarschall                                                             |
| Stand der Fürsten, Grafen und Herren | | Fürst Alfred zu Salm-Reifferscheidt-Dyck                        | Dyk bei Neuss                                                                 |
| Stand der Fürsten, Grafen und Herren | | Fürst Alfred von Hatzfeldt                                      |                                                                               |
| Stand der Fürsten, Grafen und Herren | | Fürst Ernst zu Solms-Braunfels                                  | vertreten durch Albrecht zu Solms-Braunfels                                   |
| Ritterschaft                         | Aachen/Düsseldorf | Graf Richard Beissel von Gymnich                                | Kammerherr und Landrat a. D., auf Haus Frentz                                 |
| Ritterschaft                         | Aachen/Düsseldorf | Freiherr Friedrich von Bourscheidt                              | Haus Rath                                                                     |
| Ritterschaft                         | Aachen/Düsseldorf | Freiherr Georg von Eerde                                        | Landrat, Geldern                                                              |
| Ritterschaft                         | Koblenz/Trier/Köln | Freiherr Franz Adolph Josef von Fürstenberg                     | Lörsfeld                                                                      |
| Ritterschaft                         | Aachen/Düsseldorf | Freiherr Friedrich Leopold von Fürstenberg                      | Schloss Borbeck                                                               |
| Ritterschaft                         | Koblenz/Trier/Köln | Graf Gisbert Egon von Fürstenberg-Stammheim                     | Schloss Stammheim                                                             |
| Ritterschaft                         | Koblenz/Trier/Köln | Freiherr Theodor Geyr von Schweppenburg                         | Wiesenthal                                                                    |
| Ritterschaft                         | Aachen/Düsseldorf | Graf Arthur von Goltstein                                       | Schloss Breill                                                                |
| Ritterschaft                         | Aachen/Düsseldorf | Bruno von Heister                                               | Düsseldorf                                                                    |
| Ritterschaft                         | Aachen/Düsseldorf | Graf Alfred von Hompesch                                        | Kammerherr, Schloss Rurich                                                    |
| Ritterschaft                         | Koblenz/Trier/Köln | Clemens von Loë                                                 | Schloss Wissen                                                                |
| Ritterschaft                         | Koblenz/Trier/Köln | Eugen von Loë                                                   | Landrat, Siegburg                                                             |
| Ritterschaft                         | Koblenz/Trier/Köln | Freiherr Max Felix von Wolff-Metternicht                        | Schloss Gracht                                                                |
| Ritterschaft                         | Aachen/Düsseldorf | Graf Johann Wilhelm von Mirbach                                 | Harff                                                                         |
| Ritterschaft                         | Aachen/Düsseldorf | Freiherr Karl von Mylius                                        | Linzenich                                                                     |
| Ritterschaft                         | Koblenz/Trier/Köln | Graf Maximilian von Nesselrode-Ehreshoven                       | Oberhofmeister, Ehreshoven                                                    |
| Ritterschaft                         | Aachen/Düsseldorf | Hermann Seul                                                    | Direktor der Rheinischen Provinzial Feuersocietät, Düsseldorf                 |
| Ritterschaft                         | Koblenz/Trier/Köln | Friedrich von Solemacher-Antweiler                              | Grünhaus                                                                      |
| Ritterschaft                         | Koblenz/Trier/Köln | Freiherr Edmund von Spies-Büllesheim                            | Schloss Arenfels                                                              |
| Ritterschaft                         | Aachen/Düsseldorf | Graf Rudolf von Schaesberg                                      | Schloss Krickenbeck                                                           |
| Ritterschaft                         | Aachen/Düsseldorf | Freiherr Maximilian von Vittinghoff gen. Schell zu Schellenberg | Schloss Schellenberg                                                          |
| Ritterschaft                         | Koblenz/Trier/Köln | Clemens August Schroeder                                        | Landgerichtsrat, Aachen                                                       |
| Ritterschaft                         | Aachen/Düsseldorf | August von Spee                                                 | Kammerherr und Schlosshauptmann von Brühl, Schloss Heltorf                    |
| Ritterschaft                         | Koblenz/Trier/Köln | Franz von Spee                                                  | Bürgermeister, Cromfort, als Stellvertreter                                   |
| Ritterschaft                         | Koblenz/Trier/Köln | Freiherr Edmund von Spies-Büllesheim                            | Kammerherr, Haus Hull                                                         |
| Ritterschaft                         | Aachen/Düsseldorf | Freiherr Ludolf von Wenge-Wulffen                               | Major a. D., Haus Overbach                                                    |
| Städte                               | Merzig, Prüm, Bitburg, Wittlich, Bernkastel, Saarburg, Neuerburg                                                                       | Anton Aldringen                                                 | Rentner, Stadtverordneter, Trier                                              |
| Städte                               | Köln | Alexander Bachem                                                | Oberbürgermeister, Köln                                                       |
| Städte                               | Bonn, Münstereifel, Euskirchen, Zülpich, Rheinbach, Ehrenfeld                                                                          | Dr. Johann Joseph Bauerband                                     | Geheimer Justizrat, Professor und Stadtverordneter, Bonn, als Stellvertreter  |
| Städte                               | Monschau, Eupen, Malmédy, St. Vith | Peter Becker                                                    | Oberbürgermeister, Eupen                                                      |
| Städte                               | Duisburg, Mülheim an der Ruhr, Essen, Kettwig, Werden, Ruhrort, Dinslaken, Emmerich, Rees, Isselburg                                   | Theodor Boeninger                                               | Kaufmann, Duisburg                                                            |
| Städte                               | Koblenz | Nicolaus Bremig                                                 | Advokat-Anwalt und Stadtverordneter, Koblenz                                  |
| Städte                               | Ehrenbreitstein, Vallendar, Bendorf, Neuwied, Linz, Wetzlar, Braunfels                                                                 | Johann Wilhelm Caesar                                           | Kaufmann, Neuwied                                                             |
| Städte                               | Düsseldorf | Heinrich Courth                                                 | Advokat-Anwalt, Düsseldorf                                                    |
| Städte                               | Elberfeld | Theodor Dietze                                                  | Kaufmann und Beigeordneter, Elberfeld                                         |
| Städte                               | Barmen | Wilhelm von Eynern                                              | Kaufmann, Barmen                                                              |
| Städte                               | Aachen | Constantin Franoux                                              | Kaufmann und Stadtverordneter, Aachen                                         |
| Städte                               | Jülich, Eschweiler, Heinsberg, Erkelenz, Geilenkirchen mit Hünshoven, Linnich                                                          | Johann Gymnich                                                  | Landgerichtsassessor a. D., Premier-Leutnant und Bürgermeister von Eschweiler |
| Städte                               | Lennep, Ronsdorf, Lüdringhausen, Radevormwald, Burg, Hückeswagen, Wermelskirchen                                                       | Arnold Wilhelm Hardt                                            | Geheimer Kommerzienrat, Kaufmann und Fabrikant, Lennep                        |
| Städte                               | Köln | Jakob Horst                                                     | Rentner und Stadtverordneter, Köln                                            |
| Städte                               | Solingen, Remscheid, Dorp, Gräfrath, Wald, Höhscheid mit Merscheid, Burscheid mit Leichlingen, Opladen mit Neukirchen, Hitdorf         | Gustav Hilger                                                   | Kaufmann und Stadtverordneter, Ehringshausen bei Remscheid                    |
| Städte                               | Deutz, Mülheim am Rhein, Gladbach, Gummersbach, Wipperfürth, Siegburg, Königswinter, Neustadt                                          | Wilhelm von Hövel                                               | Streichgarnspinnereibesitzer aus B-Gladbach bei Mülheim am Rhein              |
| Städte                               | Krefeld | Wilhelm Jentges                                                 | Seidenfabrikant und Stadtverordneter, Krefeld, als Stellvertreter             |
| Städte                               | Stromberg, Trarbach, Zell, Cochem, Mayen, Andernach, Ahrweiler, Sinzig, Remagen, Simmern                                               | Matthias Joseph Kreuzberg                                       | Weinhändler und Stadtverordneter, Ahrweiler                                   |
| Städte                               | Merzig, Prüm, Bitburg, Wittlich, Bernkastel, Saarburg, Neuerburg                                                                       | Heinrich Kunz                                                   | Bürgermeister, Bernkastel, als Stellvertreter                                 |
| Städte                               | Düren, Gemünd, Stolberg, Burtscheid, Schleiden                                                                                         | Abraham Lamberts                                                | Kaufmann, Burtscheid, als Stellvertreter                                      |
| Städte                               | Kleve, Wesel, Goch, Gelder, Rheinberg, Moers, Orsoy, Xanten                                                                            | Wilhelm Münster                                                 | Ingenieur-Hauptmann a. D., Stadtverordneter und Rittergutsbesitzer, Wesel     |
| Städte                               | Neuss, Grevenbroich, Wevelinghoven, Gladbach, Viersen, Dahlen, Odenkirche, Rheydt, Uerdingen, Kempen, Süchtelen, Dülken, Kaldenkirchen | Wilhelm Prinzen                                                 | Kommerzienrat und Kaufmann, Stadtverordneter, M-Gladbach                      |
| Städte                               | Kreuznach, Kirn, Sobernheim, St. Goar, Boppard, Oberwinter, Bacharach, Stromberg                                                       | Victor Sahler                                                   | Bankier und Beigeordneter, Kreuznach                                          |
| Städte                               | Saarlouis, Saarbrücken, St. Johann, St. Wendel, Ottweiler, Baumholder                                                                  | Carl Schlachter                                                 | Kaufmann, Beigeordneter, Saarbrücken, als Stellvertreter                      |
| Städte                               | Ratingen, Kaiserswerth, Angermund mit Gerresheim, Mettmann, Langenberg mit Hardenberg, Wülfrath, Velbert, Kronenberg, Steele, Hilden   | Wilhelm Schüler                                                 | Kaufmann, Wülfrath                                                            |
| Landgemeinden                        | Düsseldorf, Solingen, Mettmann, Lennep                                                                                                 | Friedrich Jacob Bernsau                                         | Landwirt, Born, Kreis Düsseldorf                                              |
| Landgemeinden                        | Neuwied | Jacob Blum                                                      | Landwirt, Engers                                                              |
| Landgemeinden                        | Moers, Krefeld | Julius von Bönninghausen                                        | Gutsbesitzer, Hollandshof                                                     |
| Landgemeinden                        | Gladbach, Neuss, Grevenbroich | Franz Broich                                                    | Gutsbesitzer, Grefrath                                                        |
| Landgemeinden                        | Bonn, Euskirchen, Rheinbach | Franz Horster                                                   | Bürgermeister a. D. und Gutsbesitzer, Hersel                                  |
| Landgemeinden                        | Altenkirchen, Wetzlar | Adolph Jagenberg                                                | Gutsbesitzer, Almersbach                                                      |
| Landgemeinden                        | Jüllich, Düren | Jakob Jansen                                                    | Gutsbesitzer, Binsfeld                                                        |
| Landgemeinden                        | Regierungsbezirk Koblenz | Georg Carl Immich                                               | Gutsbesitzer, Enkirch, als Stellvertreter                                     |
| Landgemeinden                        | Aachen, Geilenkirchen | Friedrich Adolph Kockerols                                      | Gutsbesitzer, Leiffarth                                                       |
| Landgemeinden                        | Eupen, Malmedy, Schleiden, Monschau | Johann Lavreysen                                                | Gutsbesitzer, Lückrath                                                        |
| Landgemeinden                        | Regierungsbezirk Düsseldorf | Felix von Loë                                                   | Landrat a. D., Hassum                                                         |
| Landgemeinden                        | Regierungsbezirk Düsseldorf | Arnold Maas                                                     | Gutsbesitzer, Schwelgern                                                      |
| Landgemeinden                        | Cochem, Mayen | Johann Philipp Müller                                           | Gutsbesitzer, Niedermendig, als Stellvertreter                                |
| Landgemeinden                        | Koblenz, St. Goar | Johann Müller                                                   | Guts- und Mühlenbesitzer, Güls                                                |
| Landgemeinden                        | Regierungsbezirk Köln | Hugo Mund                                                       | Hauptmann a. D. und Gutsbesitzer, Brücken                                     |
| Landgemeinden                        | Regierungsbezirk Aachen | Hermann Joseph Paulssen                                         | Bürgermeister, Laffeld                                                        |
| Landgemeinden                        | Land- und Stadtkreis Trier | Wilhelm Rautenstrauch                                           | Gutsbesitzer, Eitelsbach                                                      |
| Landgemeinden                        | Saarburg, Merzig, Saarlouis | Johann Baptist Reusch                                           | Gutsbesitzer, Bürgermeister und Posthalter, Lebach                            |
| Landgemeinden                        | Geldern, Kempen | Constantin von Ruys                                             | Gutsbesitzer und Bürgermeister, Wankum                                        |
| Landgemeinden                        | Saarbrücken, Ottweiler, St. Wendel | Robert Schmidtborn                                              | Fabrikant und Gutsbesitzer, Saarbrücken                                       |
| Landgemeinden                        | Siegburg, Waldbröl | Franz Strunk                                                    | Bürgermeister und Gutsbesitzer, Warth                                         |
| Landgemeinden                        | Kreuznach, Simmern | Heinrich Trapp                                                  | Ökonom, Waldböckelheim                                                        |
| Landgemeinden                        | Kreis Köln, Bergheim | Joseph Hubert Weidt                                             | Bürgermeister a. D. und Gutsbesitzer, Großkönigsdorf                          |